# ميكو كوسكينين
ميكو كوسكينين (بالفنلندية: Mikko Koskinen)‏ هو لاعب هوكي الجليد فنلندي، ولد في 18 يوليو 1988 في فانتا في فنلندا.

## وصلات خارجية
- ميكو كوسكينين على موقع دوري الهوكي الوطني (الإنجليزية)
- ميكو كوسكينين على موقع دوري الهوكي للقارات (الإنجليزية)
- ميكو كوسكينين على موقع EliteProspects.com (الإنجليزية)
- ميكو كوسكينين على موقع HockeyDB.com (الإنجليزية)
- ميكو كوسكينين على موقع Hockey-Reference.com (الإنجليزية)
- ميكو كوسكينين على موقع أوليمبيديا (الإنجليزية)